# 舊城關帝廟
舊城關帝廟，是臺灣清治時期，位於鳳山縣舊城東門內的一座廟宇，創建於雍正5年(1727年)，現已不存。

## 歷史
舊城關帝廟由知縣蕭震創建於雍正5年(1727年)。乾隆28年(1763年)知縣王瑛曾重修。日治時期關帝廟傾圮，明治36年(1903年)，左營啟明堂信眾不忍關帝神像蒙塵，於是恭迎舊城關帝廟關聖帝君回堂奉祀。昭和十二年(1937年)，日軍擴建左營軍港，於是下令舊城內的居民強制遷出，舊城關帝廟遭拆毀。

## 外部連結
- 左營舊城的廟宇歷史[]